# Хохлова Яна Вадимівна
Яна Вадимівна Хохлова (нар.. 7 жовтня 1985, Москва) — російська фігуристка, що виступала в танцях на льоду. Найбільших успіхів домоглася в парі з Сергієм Новицьким. Вони — чемпіони Європи (2009), дворазові чемпіони Росії (2008 і 2009), дворазові чемпіони зимових Універсіад (2003 і 2005), а також бронзові призери чемпіонату світу (2008). Заслужений майстер спорту Росії (2009).

## Кар'єра

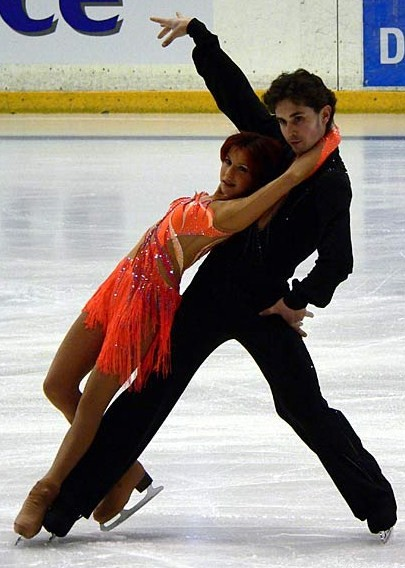
Яна Хохлова і Сергій Новицький на своєму дебютному чемпіонаті Європи 2006 року.

Мама відвела п'ятирічну Яну в секцію художньої гімнастики, а паралельно дівчинка почала займатися балетом на льоду на ковзанці АЗЛК (нині це ковзанка «Москвич»), в дитячому театрі на льоду «Алеко». У підсумку довелось обирати, й Яна обрала ковзани. В театрі вона каталася до 13 років.
У танці Яна потрапила випадково. На тому ж ковзанці, де тренувався її балет, каталися танцюристи. І один з хлопчиків залишився без партнерки. Яні запропонували спробувати стати в пару. Їй сподобалося. Першим партнером Яни Хохлової став Андрій Максимишин.
У 2001 році Яна встала в пару з рештою без партнерки Сергієм Новицьким. Тренер Олександр Свинина і хореограф Ірина Жук працюють з парою починаючи з 2003 року, раніше Яна і Сергій тренувалися у Лариси Філіної.
Першим великим успіхом була бронза на чемпіонаті Росії 2005 року.
Вони повторили цей результат у 2006 році, що дозволило їм взяти участь в Олімпіаді в Турині. Там вони стали дванадцятим.
У 2007 році пара стає срібними призерами чемпіонату Росії, четвертими на чемпіонаті Європи і восьмими на чемпіонаті світу.
У 2008 році, у відсутність лідерів російської збірної Оксани Домніної — Максима Шабаліна, Яна і Сергій стають чемпіонами Росії. На чемпіонатах Європи і світу того ж року вони стають третіми.
У сезоні 2008—2009 років костюми для виступів пари були розроблені відомим російським модельєром В'ячеславом Зайцевим.
На етапі Гран-прі «Cup of Russia 2008» Хохлова і Новицький вперше в кар'єрі, в очній боротьбі обіграли першу пару країни Оксану Домнину та Максима Шабаліна. У фіналі Гран-прі Хохлова і Новицький знялися зі змагань після розминки через сильне харчове отруєння у партнера. На чемпіонаті Росії пара захистила свій чемпіонський титул. На чемпіонаті Європи в відсутність лідерів європейських танців на льоду Домниной і Шабаліна, а також Делобель і Шонфельдера Яна Хохлова і Сергій Новицький вперше в кар'єрі завойовують золоту медаль. На чемпіонаті світу 2009 року, будучи в числі претендентів на призові місця, виступили невдало і зайняли лише 6-е місце.
В олімпійському сезоні 2009—2010 Хохлова і Новицький невдало виступили в серії Гран-прі — посіли лише 4-е місце в Китаї, і, хоча вони стали 2-мі в США, у фінал увійшли лише запасними. Згодом у зв'язку з відмовою від участі у фіналі американської пари Таніт Белбін і Бенжамін Агосто мали можливість взяти участь у змаганнях, але відмовилися з медичних причин. Після Гран-прі дует і його тренери прийняли рішення змінити довільний танець.
У чемпіонаті Росії-2010 дует не брав участі через загострення травми коліна у партнера, але, за рішенням тренерської ради федерації фігурного катання, був включений до складу збірної команди на чемпіонат Європи, де стали бронзовими призерами. На Олімпіаді у Ванкувері Яна Хохлова і Сергій Новицький змагання танцювальних пар завершили на дев'ятому місці, поліпшивши свій результат чотирирічної давнини на три позиції. Через день після завершення турніру вони відлетіли до Москви готуватися до чемпіонату світу в італійському Турині, куди вони після завершення любительської кар'єри Оксаною Домніною та Максимом Шабаліним їхали в статусі першої пари. У Турині пара виступила невдало. В обов'язковій програмі Хохлова і Новицький показали п'ятий результат, а в оригінальному танці дует спіткала технічна невдача — Хохлова спіткнулася в доріжці кроків, і підсумкові бали виявилися катастрофічними: їх вистачило лише на дев'яте місце. Після цього пара без пояснення причин знялася з турніру. Пізніше з'ясується, що причиною відмови від продовження змагань стало чергове загострення травми коліна у Сергія.
29 квітня 2010 року в столичному палаці спорту «Мрія» Яні Хохлової і Сергія Новицького були вручені посвідчення та значки заслужених майстрів спорту Росії. І в той же день спортсмени повідомили своїм тренерам, що більше кататися разом не будуть: Новицький завершує любительську спортивну кар'єру за станом здоров'я, а Хохлова спробує продовжити кар'єру з іншим партнером.
Незадовго до цього Яна повернулася з США, куди їздила на перегляд у групу Зуєвої і Шпильбанда. Тренерський тандем поставив Яну в пару спочатку з литовцем Дейвидасом Стагнюнасом, а пізніше з Федором Андрєєвим — сином Марини Зуєвої.
28 травня 2010 року про існування пари Хохлова/Андрєєв було оголошено офіційно. Пара тренувалася в Кантоні[en] у тренерського тандему Зуєва/Шпильбанд.
Їх першим міжнародним стартом у грудні 2010 року став турнір «Золотий коник Загреба», на якому вони зайняли 5-е місце. Потім вони стали четвертими на чемпіонаті Росії, не пробившись до складу збірної для участі в чемпіонатах Європи та світу. У частину сезону змагалися на турнірах категорії «В», де займали призові місця.
У червні 2011 року Андрєєв пошкодив коліно, невдало впавши на тренуванні. Пізніше з'ясувалося, що травма досить серйозна, спортсмену належить операція, а у вересні 2011 року стало зрозуміло, що Федір не зможе продовжити кар'єру у великому спорті. Знову залишившись без партнера, Яна теж була змушена завершити свою спортивну кар'єру.

## Після спорту
Надалі зайнялася тренерською діяльністю. В 2014—2016 роках працювала в ДЮСШ міста Дмитров. Паралельно брала участь у кількох сезонів телепроєкту Першого каналу «Льодовиковий період».

### Участь у телешоу
- 2012 рік — «Льодовиковий період. Кубок професіоналів»;
- 2013 рік — «Льодовиковий період-4» (в парі з актором Дмитром Хрустальовим);
- 2014 рік — «Льодовиковий період-5» (в парі з співаком Олексієм Гоманом);
- 2016 рік — «Льодовиковий період-6» (в парі з співаком Іраклієм Пірцхалавою)[19].

## Програми

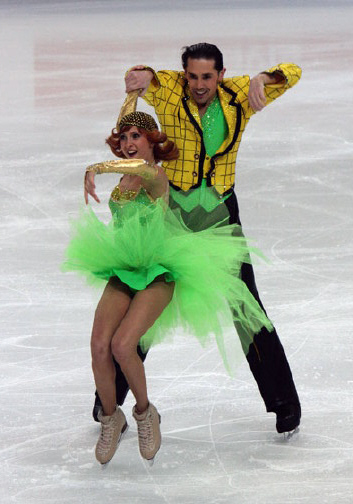
Яна Хохлова і Сергій Новицький на чемпіонаті Європи 2009 року. Оригінальний танець (ритми 20-х, 30-х, 40-х)

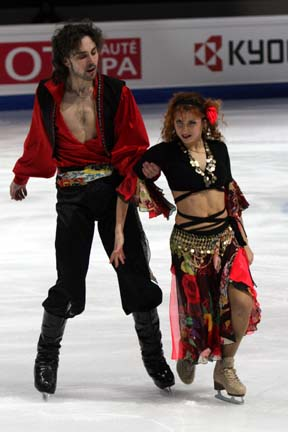
Яна Хохлова і Сергій Новицький на фіналі серії Гран-прі сезону 2007—2008. Оригінальний танець (фолк, кантрі)

(з Ф. Андрєєвим)
| Сезон     | Короткий танець                                                   | Довільний танець         | Показові виступи                                                              |
| --------- | ----------------------------------------------------------------- | ------------------------ | ----------------------------------------------------------------------------- |
| 2010-2011 | Перший бал Наташі Ростової з опери «Війна і мир» Сергій Прокоф'єв | «Abbey Road» The Beatles | Романс «Я тебе ніколи не забуду» з рок-опери «Юнона і Авось» Олексій Рибников |

(з С. Новицьким)
| Сезон     | Оригінальний танець                                        | Довільний танець | Показові виступи                  |
| --------- | ---------------------------------------------------------- | --- | --------------------------------- |
| 2009-2010 | «Вдовж по Пітерській»                                      | «Полюшко-поле» Лев Кніппер Музика з балету «Жар-птиця» Ігор Стравінський і «Акваріум» із сюїти «Карнавал тварин» Каміль Сен-Санс | «Hotel California» The Eagles     |
| 2008-2009 | Sam's Blues Сем Тейлор Puttin' On the Ritz                 | Рапсодія на тему Паганіні Сергій Рахманінов і Каприс 24 Нікколо Паганіні                                                         | «Не пара» Потап і Настя           |
| 2007-2008 | Two Guitars Поль Моріа                                     | «Ніч на лисій горі» Модест Мусоргський і «У печері гірського короля» із сюїти «Пер Ґюнт» Едвард Гріг                             | «Очі чорні»                       |
| 2006-2007 | «Tango Jalousie» Якоб Гаде                                 | «Aranjuez Mon Amour» Хоакін Родріго                                                                                              | «Stop» Сем Браун                  |
| 2005-2006 | Rhumba: Derroche Cha Cha: Balla El Baile Del Ombligo Samba | Flamenco Bolero | «Şımarık» Таркан «Stop» Сем Браун |
| 2004-2005 | «Sing, Sing, Sing» і «Fever»                               | Саундтрек до фільму «Пірати Карибського моря»                                                                                    | «Stop» Сем Браун                  |
| 2003-2004 | «Heartbreak Hotel & Hard Headed Woman» Елвіс Преслі        | «Половецькі танці» Олександр Бородін                                                                                             | «Şımarık» Таркан                  |

## Спортивні досягнення

### Результати після 2006 року

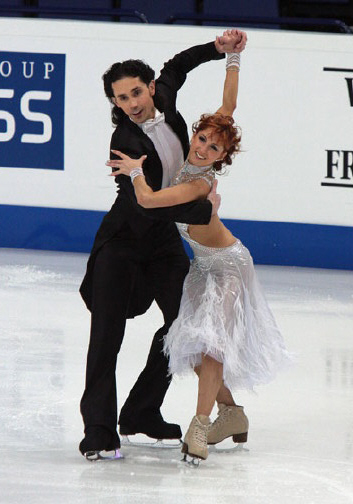
Яна Хохлова і Сергій Новицький на чемпіонаті Європи 2009 року. Обов'язковий танець.

(з Ф. Андрєєвим)
| Змагання              | 2010-2011 |
| --------------------- | --------- |
| Чемпіонати Росії      | 4         |
| Золотий коник Загреба | 5         |
| Bavarian Open         | 2         |
| Mont Blanc Trophy     | 2         |

(з С. Новицьким)
| Змагання                             | 2006-2007 | 2007-2008 | 2008-2009 | 2009-2010 |
| ------------------------------------ | --------- | --------- | --------- | --------- |
| Зимові Олімпійські ігри              |           |           |           | 9         |
| Чемпіонати світу                     | 8         | 3         | 6         | WD        |
| Чемпіонати Європи                    | 4         | 3         | 1         | 3         |
| Чемпіонати Росії                     | 2         | 1         | 1         |           |
| Фінали Гран-Прі                      | 5         | 5         | WD        |           |
| Етапи Гран-прі: Skate America        |           |           |           | 4         |
| Етапи Гран-Прі: Cup of China         | 3         |           | 3         | 2         |
| Етапи Гран-Прі: Trophee Eric Bompard |           | 2         |           |           |
| Етапи Гран-Прі: NHK Trophy           | 2         | 3         |           |           |
| Етапи Гран-прі: Cup of Russia        |           |           | 1         |           |
| Командний чемпіонат світу            |           |           | 4/5*      |           |

WD = знялися з змагань
- * — місце в особистому заліку/командне місце

### Результати до 2006 року
(з С. Новицьким)
| Змагання                             | 2001-2002 | 2002-2003 | 2003-2004 | 2004-2005 | 2005-2006 |
| ------------------------------------ | --------- | --------- | --------- | --------- | --------- |
| Олімпіади                            |           |           |           |           | 12        |
| Чемпіонати світу                     |           |           |           |           | 12        |
| Чемпіонати Європи                    |           |           |           |           | 10        |
| Чемпіонати Росії                     | 7         | 5         | 4         | 3         | 3         |
| Етапи Гран-Прі: Trophee Eric Bompard |           |           |           |           | 6         |
| Етапи Гран-Прі: NHK Trophy           |           |           | 6         |           | 4         |
| Етапи Гран-прі: Cup of Russia        |           |           |           | 7         |           |
| Етапи Гран-Прі: Skate Canada         |           |           |           | 6         |           |
| Nebelhorn Trophy                     |           |           | 2         |           |           |
| Зимові Універсіади                   |           | 1         |           | 1         |           |

(з А. Максимишин)
| Змагання                      | 2000-2001 |
| ----------------------------- | --------- |
| Чемпіонат Росії серед юніорів | 9         |